# 回音测深术

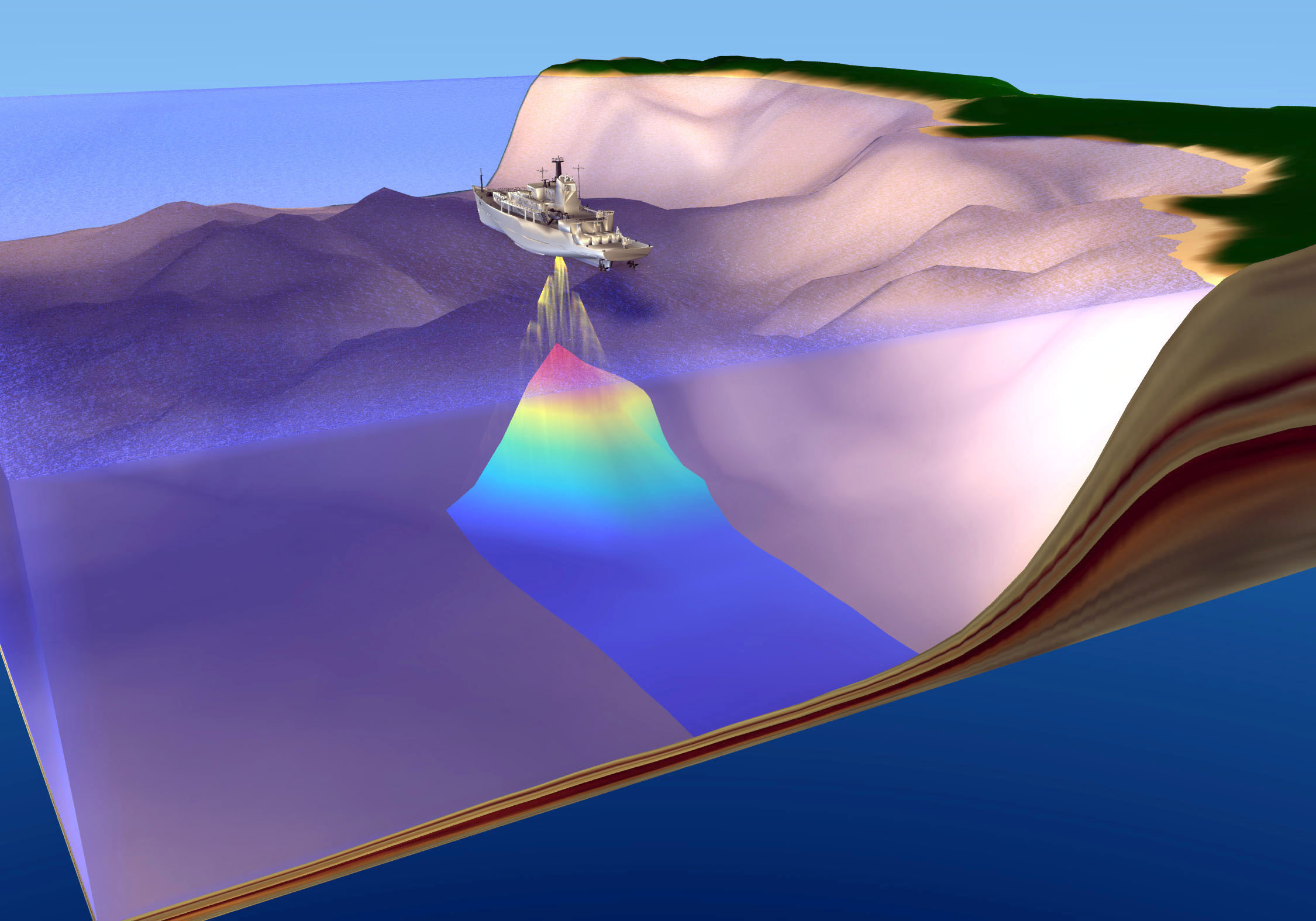
聲納測深術

回音測深術，又稱回聲，是一種使用聲音的脈衝波技術，從表面或潛艇直接向下垂直，依靠聲波來測量到達底部的距離。

## 歷史
為避免再次發生1912年鐵達尼號的災禍，德國物理學家亞歷山大·伯姆(Alexander Behm)引導一些研究，找出了一個發現冰山的方法。他發現回聲的技術，可惜對於認出冰山的效能不太理想，卻是一種非常好的工具用來深測海洋的深度。伯姆於1913年得到發明的專利權。

## 技術
距離的測量方法是在水中用單外出脈衝波 (signal's outgoing pulse)，往來半倍的時間，大約每秒1.5個公里。回聲是一種特別有效的聲納應用，目的是確定底部地點或範圍。

## 實際用途
- 潛艇

## 外部連結
- （英文） Bluefin（页面存档备份，存于）
- （英文） Kongsberg Maritime（页面存档备份，存于）